# Gongylidioides rimatus
Gongylidioides rimatus är en spindelart som först beskrevs av Ma och Zhu 1990.  Gongylidioides rimatus ingår i släktet Gongylidioides och familjen täckvävarspindlar. Inga underarter finns listade i Catalogue of Life.